# Michail Svetjnikov

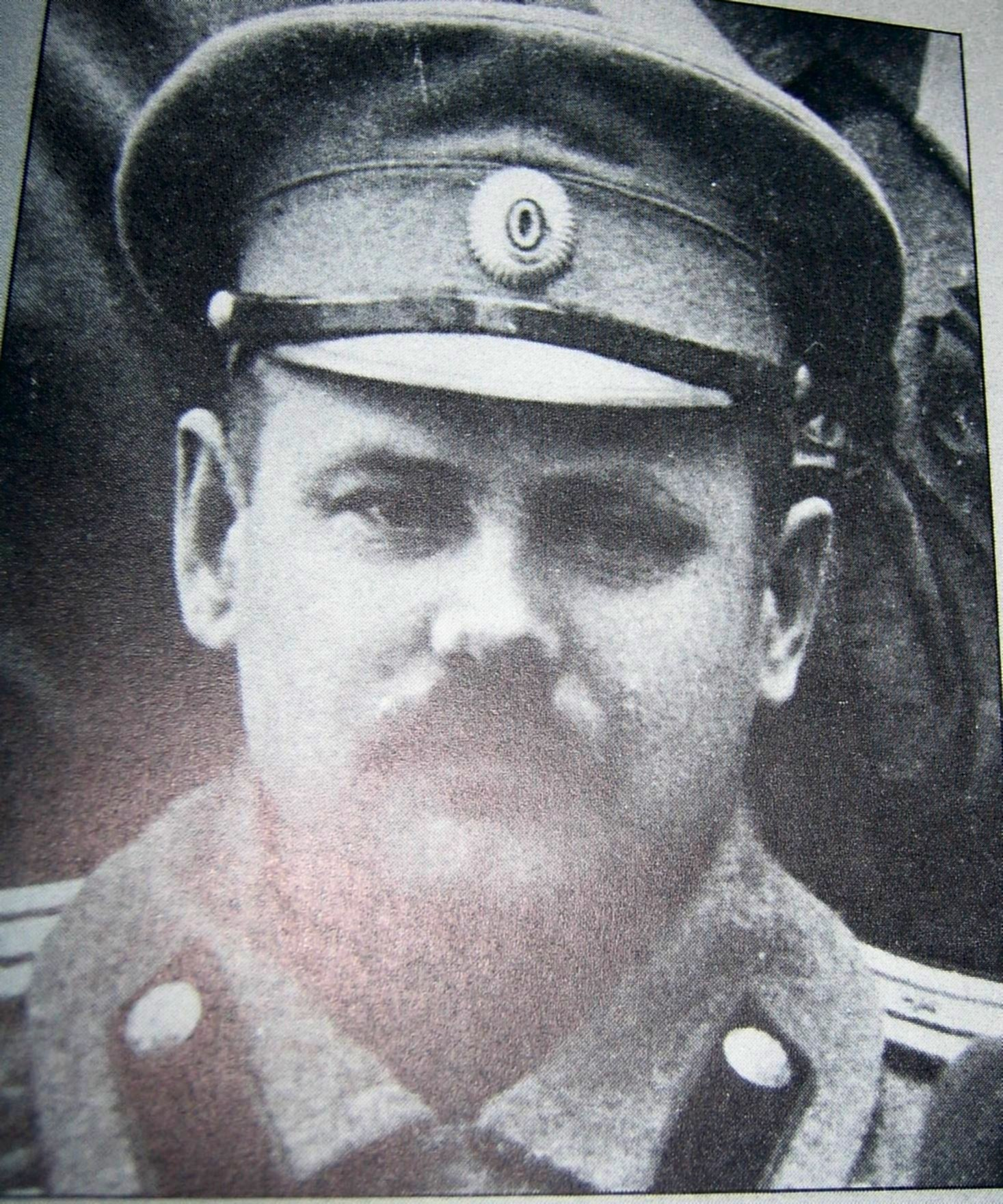
Michail Svetjnikov

Michail Stepanovitj Svetjnikov (ryska: Михаил Степанович Свечников), född 30 september (gamla stilen: 18 september) 1881 i Ust-Medveditskaja, död 26 augusti 1938 i Moskva, var en rysk militär. 
Svetjnikov var i början av 1918 överste och chef för den i Finland (Tammerfors) förlagda 106:e infanteridivisionen och erhöll i slutet av januari överbefälet över trupperna i västra Finland (väster om Lahtis) samt över röda gardet i Tammerfors distrikt. Han nedlade ett energiskt arbete på att uppbringa operationsdugliga trupper. 
Efter avbrottet (den 10 februari) av förhandlingarna i Brest-Litovsk, som officiellt medförde ryska truppernas borttransporterande från Finland, blev Svetjnikov chef för de kvarblivna frivilliga (värvade) avdelningarna (bästa delen av ryska armén i Finland) och var i själva verket ledare av operationerna mot vita armén, om än den finländske folkkommissarien Eero Haapalainen var överbefälhavare till namnet. I samband med den senares avsättning nedlade Svetjnikov befälet i slutet av mars och återvände till Ryssland.